# Margaret Fountaine

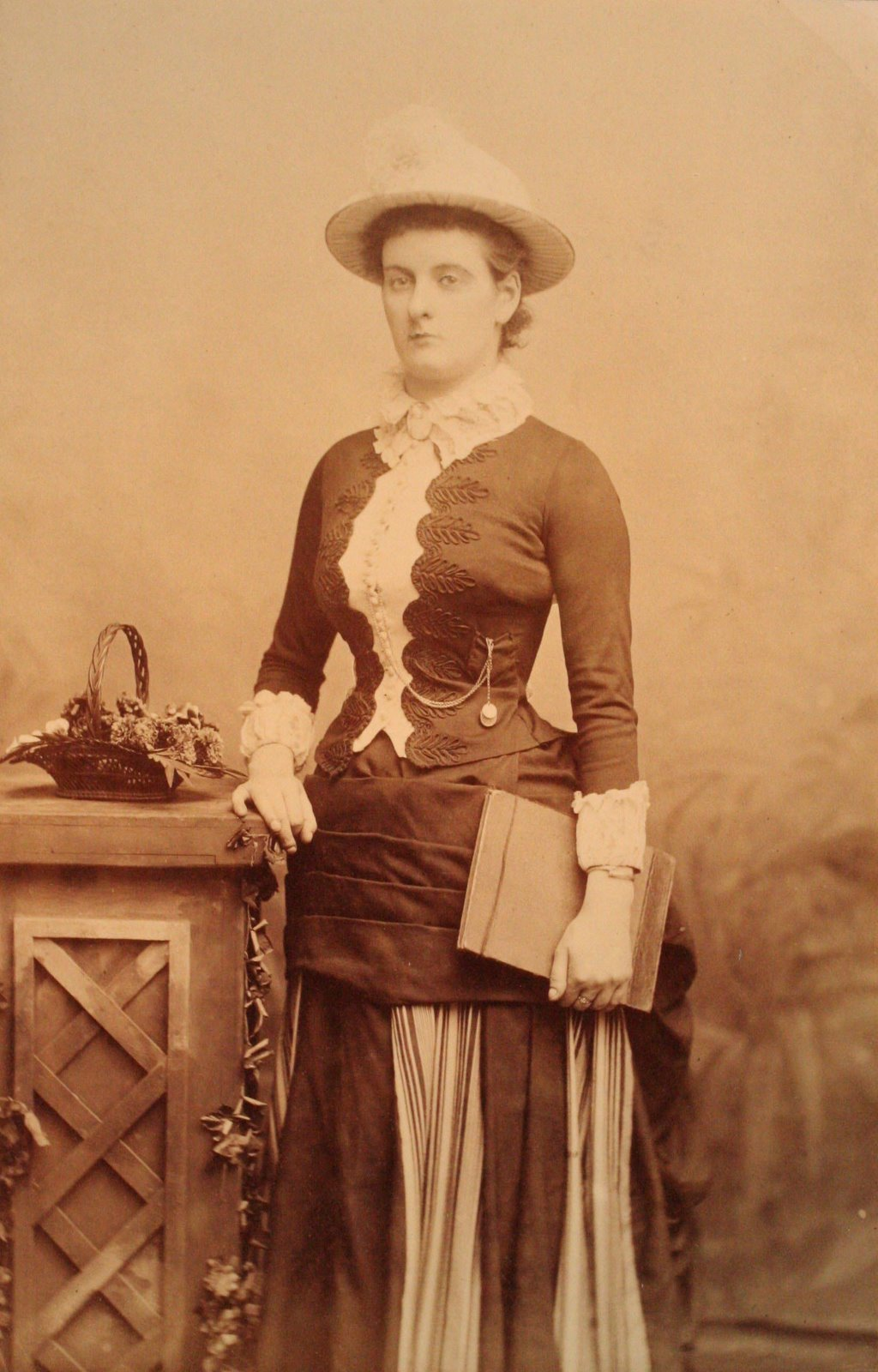
Margaret Fountaine in 1886

Margaret Elizabeth Fountaine (South Acre, 16 mei 1862 – Trinidad, 21 april 1940) was een Britse lepidopterist (vlinder- en mottendeskundige) en wereldreizigster. Zij publiceerde over haar wetenschappelijke werk in het tijdschrift The Entomologist, en schreef daarnaast persoonlijke dagboeken tijdens haar expedities. Deze zijn later in verkorte en gepopulariseerde versie gepubliceerd. Margaret Fountaine was tevens een talentvolle natuurtekenaar. 
Fountaine verzamelde vlinders tijdens haar vele expedities over de hele wereld. Zij kweekte bovendien met succes vlindersoorten op. 23.270 exemplaren uit haar verzameling zijn ondergebracht in het Norwich Castle Museum als de zogenaamde Fountaine-Neimy-collectie. Het vlindergeslacht Fountainea is naar haar vernoemd. Zij was het eerste vrouwelijke lid van de belangrijkste Britse wetenschappelijke organisatie voor insectenstudie, de Royal Entomological Society. 

## Gezin en liefde
Fountaine was de oudste van zeven kinderen. Haar moeder Mary Isabella Lee en vader John Fountain  trouwden op 19 januari 1860. John Fountaine was de predikant van de  Engelse plattelandsparochie South Acre, een dorpje in Norfolk. en overleed in 1877. Mary Isabella Lee was de dochter van predikant Daniel Henry Lee-Warner van Walsingham Abbey in Norfolk en overleed in 1906. Haar vader bemoeide zich  nauwelijks met haar en haar moeder wordt als streng beschreven. Na de dood van haar vader verhuisde het gezin naar Norwich. Nadat ook haar moeder op vrij jonge leeftijd was overleden, was Margaret zeven jaar verliefd op een Ierse koorzanger die haar hart brak.

## Wetenschappelijk werk
Fountaine reisde de hele wereld over en verzamelde tijdens deze reizen in vijftig jaar duizenden vlinders in zestig landen op zes continenten. Ze werd een expert in de levenscycli van tropische vlinders. In de zomer keerde zij terug naar Engeland, waar ze haar collectie ordende. De verslagen stuurde ze naar entomologische tijdschriften, maar veel van haar ontdekkingen zijn niet schriftelijk vastgelegd.

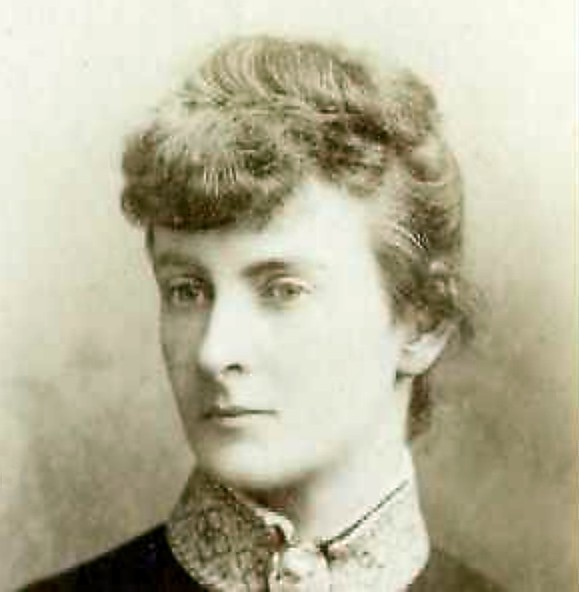
Margaret Fountaine circa 1890

### Reizen eind negentiende eeuw
Op 27-jarige leeftijd werden Fountaine  financieel onafhankelijk door een erfenis van haar oom. Dit gaf haar vleugels en ze begon aan een indrukwekkend reisprogramma. Fountaine reisde, met een zus, eerst naar Frankrijk en Zwitserland. In Zwitserland wilde Fountaine graag de rouwmantel en koningsmantel aan haar vlinderverzameling toevoegen. Haar interesse in entomologie nam toe en zij begon in haar dagboek de wetenschappelijke in plaats van de lokale of nationale namen voor vlinders te gebruiken. In 1895 bezocht ze het landgoed van Henry John Elwes, lid van de Royal Society, doorgewinterde onderzoeksreiziger en voormalig vicepresident van de Royal Horticultural Society. Zijn vlindercollectie was de grootste privécollectie van het land en vergeleken daarmee vond Fountaine haar inspanningen op het gebied van entomologie kinderspel. Door hem geïnspireerd reisde zij naar Sicilië. Zij was de eerste Britse vlinderverzamelaar die dit eiland bezocht. Op Sicilië nam ze contact op met de vooraanstaande Italiaanse vlinderdeskundige Enrico Ragusa. Haar onderzoek op Sicilië resulteerde in 1897 in haar eerste publicatie over het onderwerp in The Entomologist. In het artikel deed ze verslag van de leefgebieden en de verschillende soorten vlinders op Sicilië. In 1897 werden verschillende van haar exemplaren opgenomen in de collectie van het British Museum waar alleen exemplaren van uitzonderlijke kwaliteit worden geaccepteerd.
Na haar expeditie naar Sicilië werd Fountaine een gerenommeerde verzamelaar en bouwde zij professionele relaties op met vlinderdeskundigen van de afdeling Natural History van het British Museum. In 1898 reisde zij naar Triëst. Ze ontmoette entomologen uit Hongarije en Oostenrijk en deed onderzoek in deze landen. In 1899 ging ze op expeditie naar de Franse Alpen waar zij Henry John Elwes tegenkwam wiens naslagwerk over Europese vlinders zij gebruikte. Fountaine begon in de Franse Alpen met het verzamelen van rupsen die zij opkweekte tot volwassen vlinderexemplaren. In volgende artikelen in The Entomologist schreef Fountaine over voedselplanten, waardplant en milieuomstandigheden die nodig zijn om de perfecte vlinderexemplaren te kweken. Terug in Groot-Brittannië werd Fountaine door Elwes geprezen voor de kwaliteit van haar werk en haar verzameling. In de zomer van 1900 verrichten Fountaine en Elwes onderzoek in Griekenland.  Zij werkte ook samen met Elwes voor zijn tentoonstelling over de Griekse vlinders.

### Reizen twintigste eeuw
Door het geld dat zij van haar oom had geërfd, was zij in staat om veel te reizen en haar verzameling uit te breiden. Omdat Fountaine veelal zonder paspoort reisde en geen aankomst- of vertrekdata in haar dagboek heeft genoteerd, is het lastig om het exacte verloop van haar wetenschappelijke expedities vast te stellen. Tussen 1901 en haar overlijden in 1940 kan een aantal van haar belangrijke expedities toch worden vastgesteld. In 1901 ging zij op expeditie naar Syrië en Palestina. In haar verslag besprak Margaret onder meer het opkweken van zeldzame vlinderexemplaren  In 1903 bezocht ze deze regio andermaal en besprak ze in haar verslag de invloed van seizoenen en geografie op vlindersoorten besprak. In Syrië huurde zij de gids Khalil Neimy in die vele jaren haar reisgenoot zou worden, en met wie zij een intensieve relatie ontwikkelde. Van deze expeditie keerde ze terug met bijna 1000 vlinders. 
In 1904 en 1905 ging Fountaine op wetenschappelijke expeditie naar Zuid-Afrika en Rhodesië, het tegenwoordige Zimbabwe. Daar schreef en illustreerde zij schetsboeken om eieren, rupsen en poppen vast te leggen. Norman Riley, die het hoofd van de afdeling Entomologie van het British Museum zou worden, was lovend omdat de tekeningen fraai waren en de metamorfose van veel soorten die nog niet eerder in de wetenschap bekend waren goed weergaven. Haar onderzoek betrof de levenscycli, voedselplanten en seizoensgebonden veranderingen van huid en kleur. Haar wetenschappelijke artikel hierover werd zeer geprezen door entomologen. Vervolgens ging zij op expeditie naar de Verenigde Staten, Centraal-Amerika en het Caribisch gebied. In Kingston (Jamaica) hield zij een lezing over 'De vernuftigheid van rupsen' bij de naturalistische vereniging Kingston Naturalists' Club en schreef diverse artikelen. In aanloop naar de Eerste Wereldoorlog reisde Fountaine onder meer naar Java om onderzoek te doen. Tijdens deze oorlog bezocht ze de Verenigde Staten, waar ze onder meer de vlinders van Los Angeles inventariseerde, terwijl zij vrijwilligster was bij het Rode Kruis. In 1918 raakte haar geld op, omdat er geen geld naar de VS kon worden overgemaakt. Daarom ging zij werken bij de Ward's Natural Science Establishment waar zij zich bezighield met vlinderexemplaren voor het onderwijs. Het verslag van de expeditie naar de Filipijnen zou vijftig jaar later dienen als een naslagwerk voor natuurbeschermers.

### Als eerste vrouw lid van de Royal Entomological Society
In 1898 mocht Fountaine de bijeenkomsten van de Royal Entomological Society bijwonen, als eerste vrouw. 
Van oudsher hadden de wetenschappelijke verenigingen in Groot-Brittannië vrouwen geweerd. Net zoals de Royal Entomological Society lieten de Botanical Society of London en de Zoological Society vrouwen pas in de eerste helft van de 19de eeuw als lid toe. Toen Fountaine in 1912 aanwezig was op het Second International Congress of Entomology in Oxford werd zij door Edward Poulton, voorzitter van de Linnean Society, uitgenodigd om officieel lid van de vereniging te worden. Dit vormde het hoogtepunt in haar entomologische carrière. Vijftien jaar eerder had Beatrix Potter een lezing van haar eigen werk bij de vereniging niet mogen bijwonen omdat zij een vrouw was. Botanicus Marian Farquharson had een petitie bij wetenschappelijke verenigingen ingediend om vrouwen als lid toe te laten. De petitie van Farquharson zorgde ervoor dat leden van de Linnean Society in 1903 over de kwestie stemden. Met grote meerderheid werd besloten dat vrouwelijke leden werden toegelaten, wat met ingang van 1904 ook gebeurde.

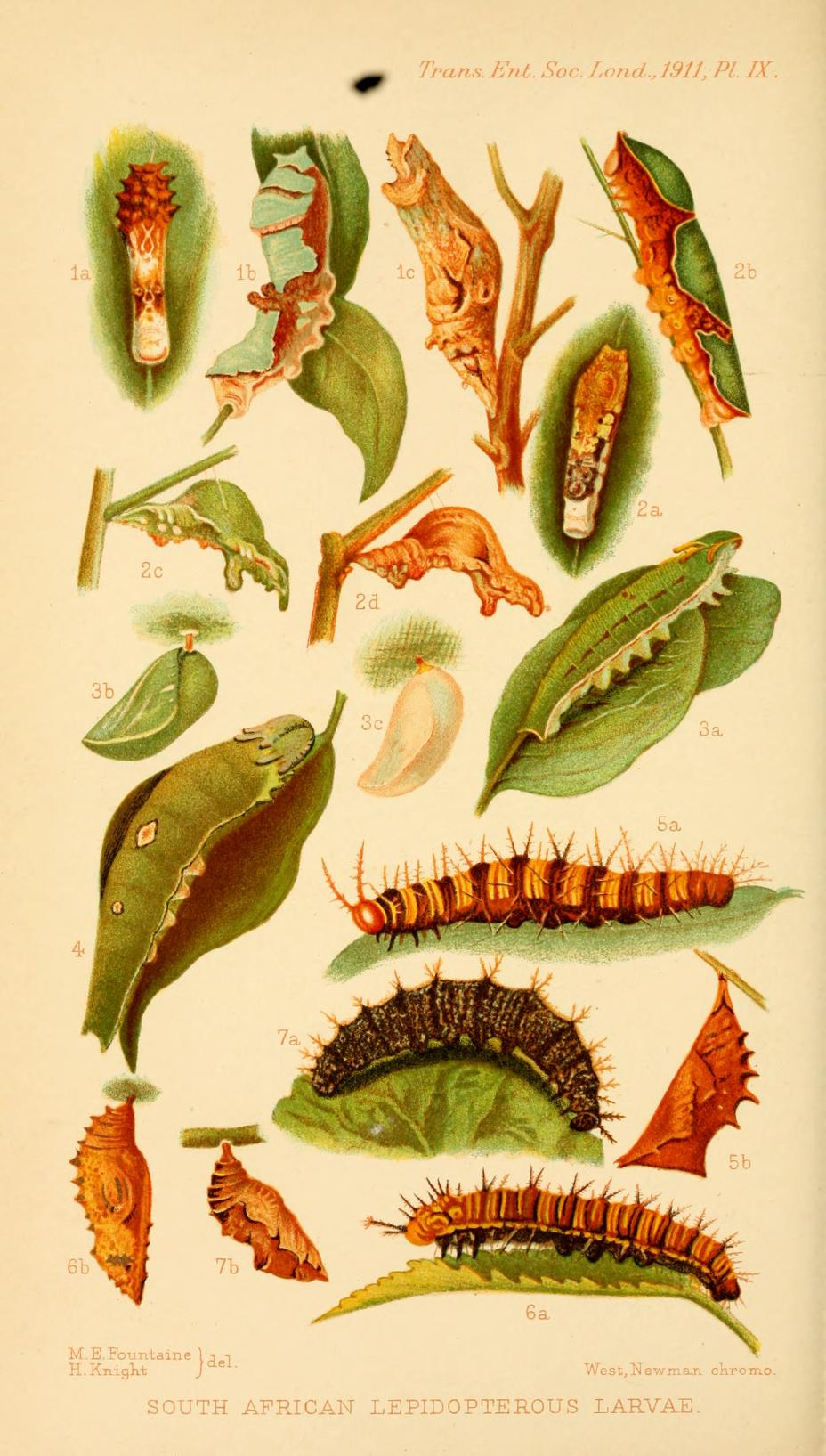
Een pagina uit een schetsboek van Fountaine, gemaakt tijdens een expeditie in Zuid-afrika

### Dood, nalatenschap en eerbetoon
Toen Fountaine halverwege de 60 was bleef ze reizen voor expedities, maar richtte zij zich vooral op het maken van aquarellen en het verzamelen. Zij publiceerde alleen nog incidenteel over haar expedities in The Entomologist. Margaret reisde naar West- en Oost-Afrika, Indochina, Hongkong, Malay, Brazilië, West-Indië en Trinidad. Uit haar brieven blijkt dat zij op zoek was naar zeldzame exemplaren. Op 77-jarige leeftijd kreeg Margaret een hartaanval in Trinidad. Naar verluidt werd zij dood aangetroffen op een pad vlak bij het klooster Mount St. Benedict met een vlindernet in haar hand. De Benedictijner monnik die haar had gevonden bracht haar lichaam terug naar het gastenverblijf Pax Guest House waar zij toen verbleef. Margaret werd begraven in een ongemarkeerd graf op de begraafplaats Woodbrook Cemetery in Port of Spain, Trinidad.
Pas na haar dood verwierf zij algemene bekendheid toen haar verzameling en dagboeken openbaar werden. Toen kwam er meer aandacht voor haar literaire en artistieke talent. Zij liet een grote verzameling van wetenschappelijk accurate aquarellen na aan het British Museum of Natural History. Zoals ze in haar testament had bepaald, werd haar uitgebreide vlinderverzameling in bewaring gegeven aan het Norwich Castle Museum. Deze omvatte tien uitstalkasten met meer dan 22.000 exemplaren. Verder was er een verzegelde kist die pas in 1978 geopend mocht worden en haar dagboeken bevatte.
In 1971 heeft A.H.B. Rydon een vlindergeslacht de naam Fountainea gegeven ter ere van Fountaine. Haar tijdgenoot Kenneth J. Morton noemde de libellensoort oaselantaarntje naar Fountaine, omdat zij het type-exemplaar van deze soort had geleverd.

## Dagboeken
Toen na haar dood haar vlinderverzameling beschikbaar werden ook Fontaines dagboeken openbaar. Zij had twaalf grote met linnen beklede boeken geschreven, bij elkaar zo'n 3200 pagina's en meer dan een miljoen woorden.  De schrijfstijl was een mengeling van Victoriaanse terughoudendheid en opzienbarende openhartigheid. De dagboeken werden geredigeerd en samengevat in twee boeken met  in totaal 340 pagina's door de assistent-redacteur van de Sunday Times W.F. Cater en uitgegeven onder de titels Love among the Butterflies en Butterflies and Late Loves. Deze verkorte versie was bedoeld voor een algemeen lezerspubliek. De aandacht voor haar wetenschappelijke werk en de carrière van Fountaine beperkte zich tot haar activiteiten als vlinderverzamelaar. Cater besteedde de meeste aandacht aan haar romantische kanten en haar reizen, terwijl het kweken en prepareren van de vlinders nauwelijks worden vermeld. Ook anderen legden de nadruk op het liefdesleven van Fountaine en relativeerden  haar entomologische bijdragen en haar vlinderverzameling. Ze zou vooral een verliefd meisje zijn geweest dat haar toevlucht zocht in de jacht op vlinders. Een latere biografie over Fountaine van Natascha Scott-Stokes schetst een soortgelijk beeld en besteedt veel aandacht aan haar liefdesleven.

## Vrouwen en vlinders
Tijdens het leven van Fountaine was entomologie erg populair onder de welgestelden in Groot-Brittannië en bijeenkomsten van natuurhistorische verenigingen werden goed bezocht. Natuurwetenschappelijke publicaties werden niet langer alleen door gerenommeerde mannelijke wetenschappers geschreven. Natuurhistorie werd in de Victoriaanse periode steeds populairder onder vrouwen. Zo stimuleerde het populairwetenschappelijke boek 'Entomology and Botany as Pursuits for Ladies' van Emma Hutchinson uit 1879 vrouwen om vlinders niet alleen te verzamelen maar ook te bestuderen. Het werk van Fountaine als entomoloog was niet uitzonderlijk; met haar werk trad ze in de voetsporen van de Victoriaanse vrouwelijke amateurwetenschappers. Uit een onderzoek van The Entomologist's Record and Journal of Variation blijkt dat in alle uitgaven, behalve die van 1917 en 1925, artikelen van vrouwen zijn opgenomen. Het lidmaatschap van Fountaine van wetenschappelijke verenigingen was echter baanbrekend. De Royal Entomological Society had in 1910 slechts zes vrouwelijke leden.

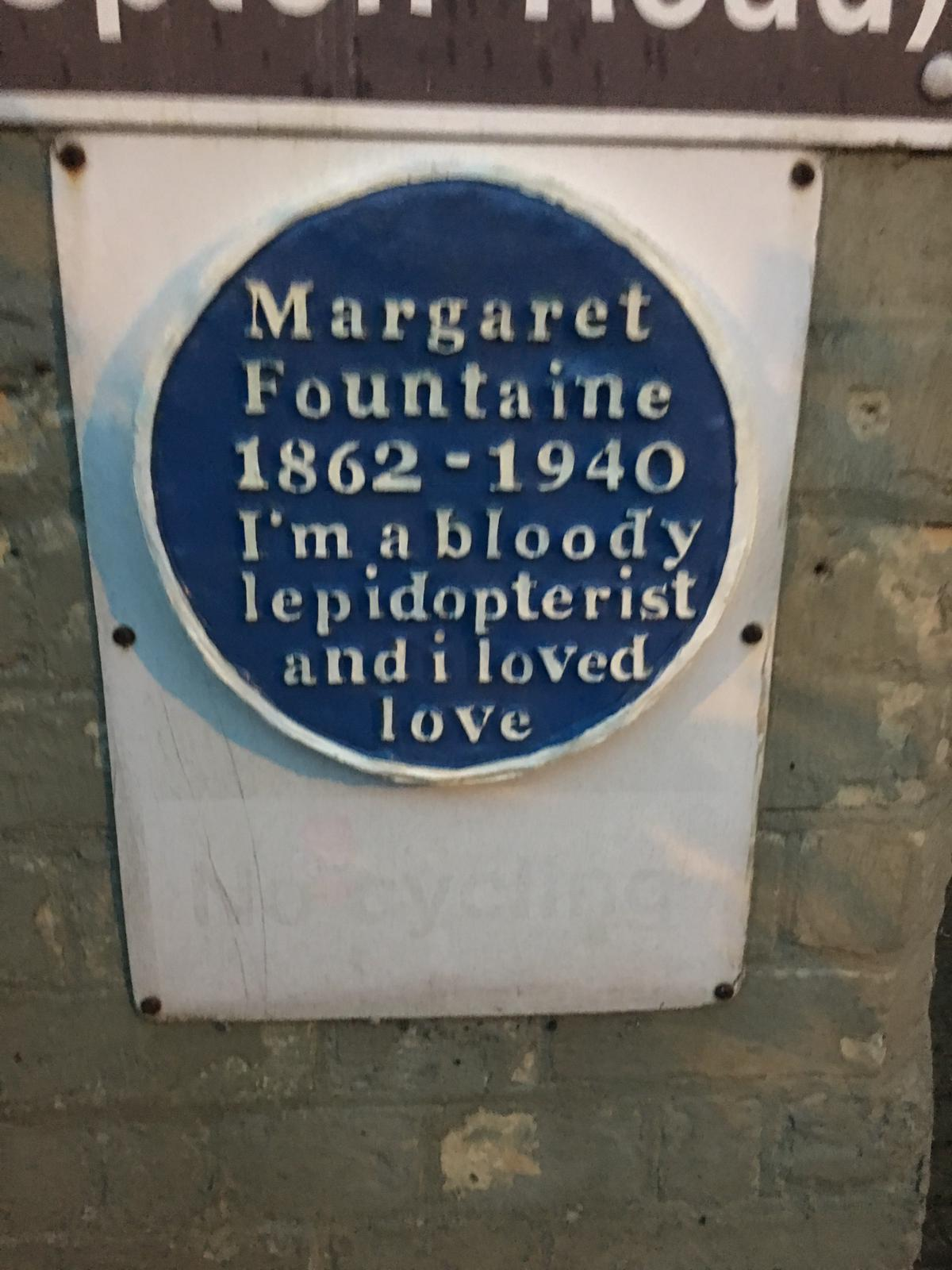
Onofficiele gedenkplaat voor Margaret Fountaine in Norwich